# Plaza del Triunfo (Sevilla)

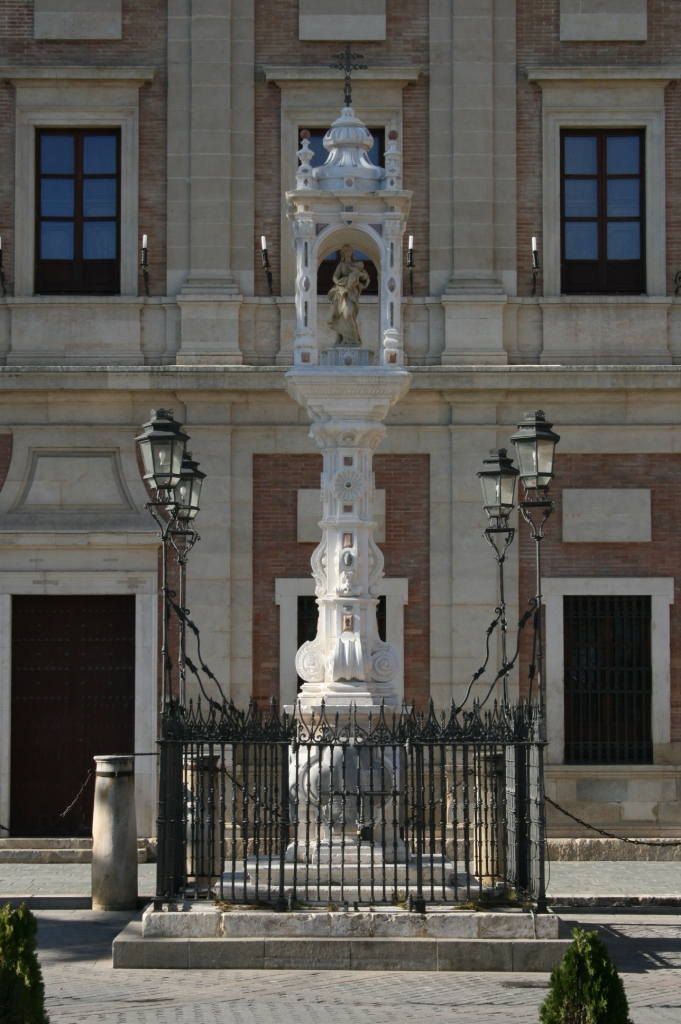
Templete del Triunfo, de 1756

La plaza del Triunfo de la ciudad española de Sevilla se encuentra situada en el eje de un conjunto de edificios declarados Patrimonio de la Humanidad en 1987: el Archivo General de Indias, el Real Alcázar de Sevilla y la catedral de Sevilla.

## Historia
El nombre de dicha plaza se debe a un templete de estilo barroco situado al costado del Archivo de Indias, llamado templete del Triunfo de Nuestra Señora del Patrocinio, con una imagen de la Virgen y el Niño en su interior, y construido en el año 1757, que conmemora el Terremoto de Lisboa de 1755
El terremoto se sintió el 1 de noviembre de 1755 sobre las 10:05h, durante la celebración de la misa en la Catedral, siendo interrumpida y continuada en la plazuela de los Cantos, actual plaza del Triunfo, cobrándose la catástrofe solo 9 víctimas, esto fue considerado en la época como un milagro de la Virgen, por lo que se decidió levantar un Triunfo (monumento) en su honor justo en el lugar donde se terminó la misa aquel día.
Frente a este templete se encuentra otro monumento dedicado a la Inmaculada Concepción, cuyo conjunto escultórico se debe a Lorenzo Coullaut Valera, levantado en 1918. El monumento a la Inmaculada tiene cuatro estatuas de personajes sevillanos ilustres vinculados a la defensa de la Inmacualada Concepción en el siglo XVII: Bartolomé Esteban Murillo, Miguel Cid, Martínez Montañés y Juan de Pineda.
En tiempos medievales y modernos es probable que el espacio que actualmente incluye la plaza recibiera diversos apelativos en función de la proximidad y notoriedad de los edificios públicos que la circundaban. Así ha sido conocida como plaza del Alcázar; plaza del Corral de los Olmos, por el edificio que ocupaba la actual plaza Virgen de los Reyes, plaza del Hospital del Rey, institución creada en 1317 en el solar que ocupa actualmente la Casa de la Provincia; plaza de la lonja, por el edificio que actualmente alberga el Archivo de Indias; y Plaza de los Graneros del Cabildo, por el actual edificio anexo del Archivo de Indias que fue Cilla del Arzobispado y Museo de Arte Contemporáneo. También fue conocida como plaza de los Cantos, según Santiago Montoto, por la piedra allí almacenada durante la construcción de la Catedral, o quizás también por los sillares de la muralla del Alcázar.
En 1845 se dio oficialidad al nombre de plaza o paseo del Triunfo, con el que se la venía conociendo desde que se construyera el monumento O triunfo que conmemoraba el gran terremoto de Lisboa (1 de noviembre de 1755).
El primer proyecto de urbanización de la plaza parece ser de 1848, en el que se propone nivelar el terreno y pavimentarlo, aunque ya deberían existir algunos árboles formando un rectángulo, según recoge el plano de Sartorius (1846).
En 1873 ya aparece la planta de salón de forma elíptica dotada de árboles, bancos y candelabros

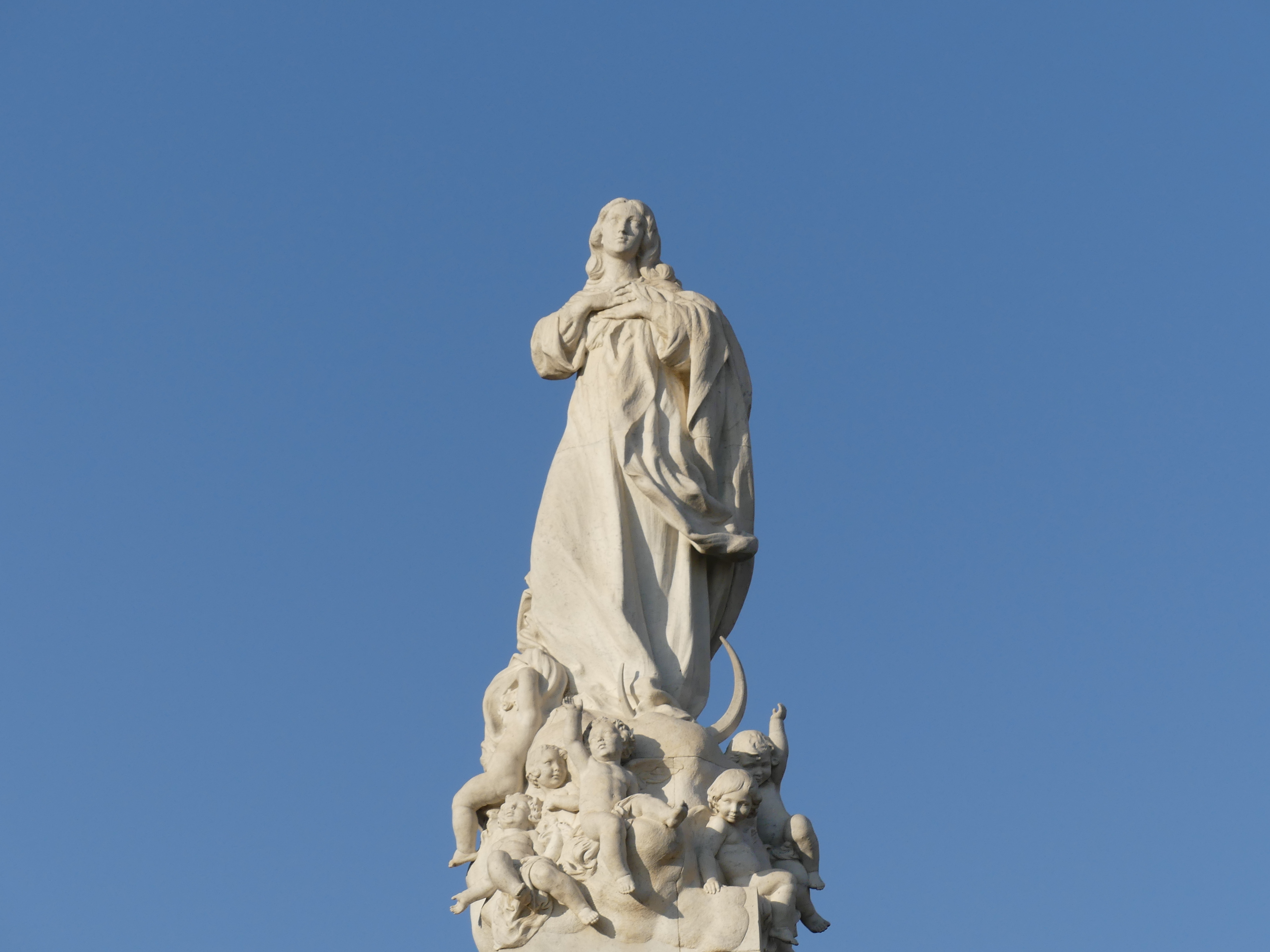
Inmaculada de Lorenzo Coullaut Valera
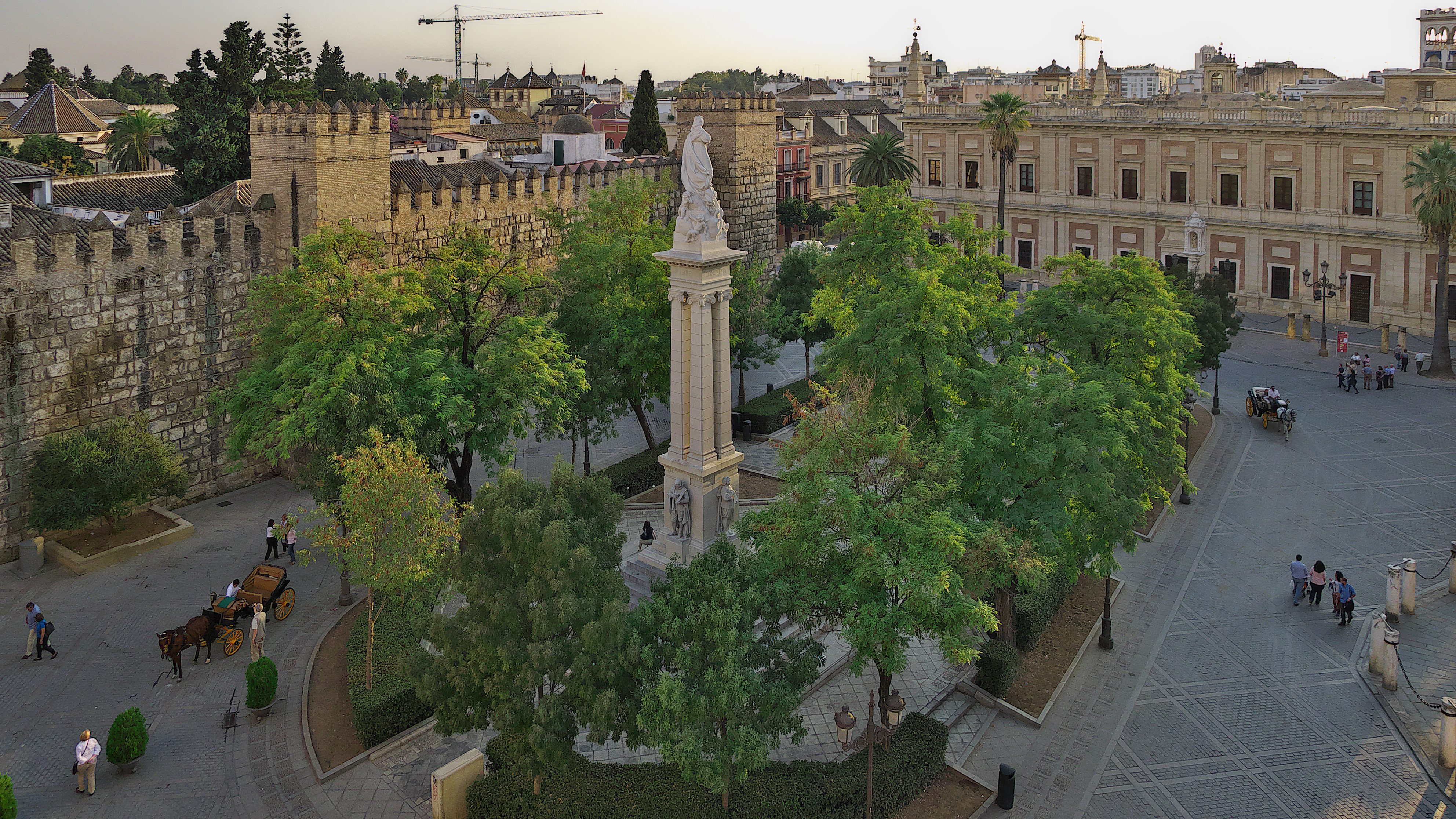
Plaza con el monumento a la Inmaculada y el templete al Triunfo al fondo, junto al Archivo de Indias
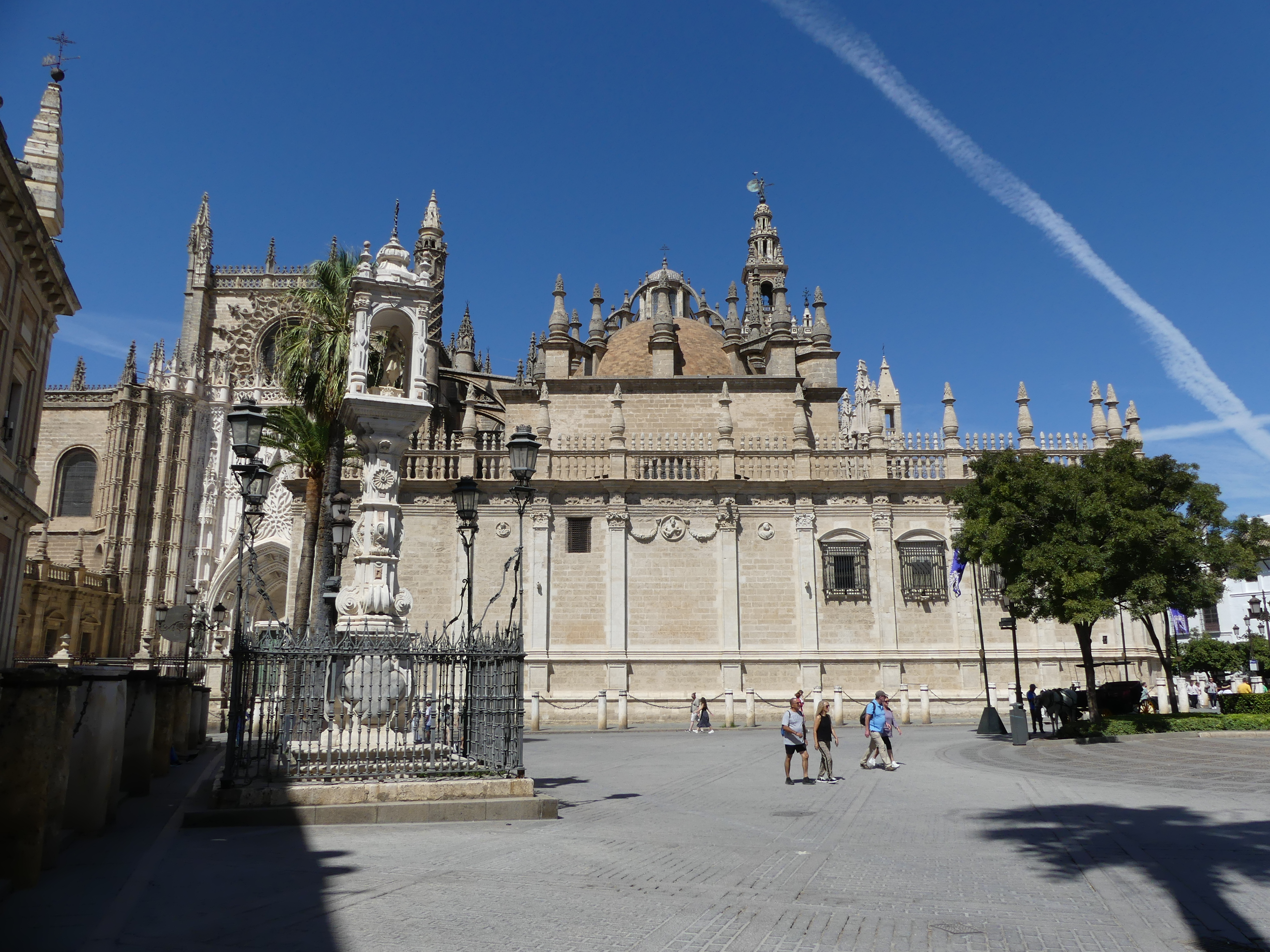
Trinfo de la Virgen del Patrocinio, con la catedral al fondo